# Sweet Home (Oregon)
Sweet Home és una població dels Estats Units a l'estat d'Oregon. Segons el cens del 2000 tenia 8.016 habitants.

## Demografia
Segons el cens del 2000, Sweet Home tenia 8.016 habitants, 3.063 habitatges, i 2.131 famílies. La densitat de població era de 580,7 habitants per km².
Dels 3.063 habitatges en un 32,4% hi vivien nens de menys de 18 anys, en un 52,2% hi vivien parelles casades, en un 12,2% dones solteres, i en un 30,4% no eren unitats familiars. En el 25,2% dels habitatges hi vivien persones soles el 13,6% de les quals corresponia a persones de 65 anys o més que vivien soles. El nombre mitjà de persones vivint en cada habitatge era de 2,59 i el nombre mitjà de persones que vivien en cada família era de 3,07.
Per edats la població es repartia de la següent manera: un 27,9% tenia menys de 18 anys, un 8% entre 18 i 24, un 25,3% entre 25 i 44, un 21,7% de 45 a 60 i un 17,2% 65 anys o més.
L'edat mediana era de 37 anys. Per cada 100 dones de 18 o més anys hi havia 90,7 homes.
La renda mediana per habitatge era de 31.030$ i la renda mediana per família de 35.833$. Els homes tenien una renda mediana de 32.866$ mentre que les dones 20.833$. La renda per capita de la població era de 13.548$. Aproximadament el 14% de les famílies i el 17,5% de la població estaven per davall del llindar de pobresa.

## Poblacions més properes
El següent diagrama mostra les poblacions més properes.